# 東山区 (ウルムチ市)
東山区（とうざん-く）は、中華人民共和国新疆ウイグル自治区ウルムチ市にかつて存在した市轄区。
2007年8月、米泉市と統合され米東区に改編された。

## 行政区画
合併時には3街道、1郷を管轄していた。
- 街道弁事処：石化街道、地磅街道、卡子湾街道
- 郷：芦草溝郷